# دان فلافين
دان فلافين (بالإنجليزية: Dan Flavin)‏ هو نحات وفنان ومهندس معماري أمريكي، ولد في 1 أبريل 1933 في نيويورك في الولايات المتحدة، وتوفي في 29 نوفمبر 1996 في Riverhead, New York ‏ في الولايات المتحدة بسبب السكري.

## وصلات خارجية
- دان فلافين على موقع الموسوعة البريطانية (الإنجليزية)
- دان فلافين على موقع مونزينجر (الألمانية)
- دان فلافين على موقع ديسكوغز (الإنجليزية)